# Tove Bryn
Tove Bryn, även känd som Tove Trollstugo, född 27 november 1903, död 24 juni 1983, var en norsk skådespelare. Hon var gift med skådespelaren, regissören och teaterchefen Ingjald Haaland i hans andra äktenskap.
Bryn filmdebuterade 1920 i Gustav Adolf Olsens Kaksen paa Øverland i rollen som huldra. Under 1930- och 1940-talen medverkade hon i tre filmer regisserade av Rasmus Breistein: Ungen (1938, rollen som Petrina), Å, en så'n brud! (1939, rollen som Marte-Maja) och Gullfjellet (1941, rollen som Olaug Benningstad).

## Filmografi
- 1920 – Kaksen paa Øverland
- 1938 – Ungen
- 1939 – Å, en så'n brud!
- 1941 – Gullfjellet